# Frank Abney Hastings
Vous lisez un « bon article » labellisé en 2008.
Pour les articles homonymes, voir Hastings.
Frank Abney Hastings (14 février 1794 - 1er juin 1828) fut un marin britannique et un philhellène. Cadet d'une famille noble anglaise, Frank Abney Hastings fit une carrière dans la Royal Navy. Il participa ainsi à la bataille de Trafalgar, à tout juste onze ans. Il fut chassé de la Royal Navy en 1819, alors même qu'il venait de prendre son premier commandement. Dès 1821, il s'engagea aux côtés des Grecs dans leur guerre d'indépendance contre l'Empire ottoman. À l'été 1822, il participa à l'expédition navale qui devait venger le massacre de Chios. Il fut le témoin des dernières exactions ottomanes sur l'île. Il prit ensuite part au siège de Nauplie. Il recruta à cette occasion sa propre troupe et en 1823 participa aux combats en Crète.
Il retourna en Grande-Bretagne en 1824 pour faire l'acquisition d'une corvette à vapeur, la Kartería, dont il devint ensuite le capitaine. Au commandement de la Kartería ou d'une escadre plus large, il remporta de nombreuses victoires : au Pirée, à Oropos et Volos. Avec la puissance de feu de la seule Kartería, il défit onze navires ottomans dans la baie de Salona à l'été 1827. Cet événement fut une des causes de la bataille de Navarin. Frank Abney Hastings mourut du tétanos à la suite d'une blessure au poignet lors d'une tentative de reconquête de Missolonghi. La Grèce lui fit des funérailles nationales. Il est enterré sous l'arsenal de Poros.

## Famille
Frank (ou Francis) Abney Hastings était le second fils du lieutenant-général Sir Charles Hastings (1er baronnet), colonel du 12e régiment à pied. Fils illégitime du 10e Comte d'Huntingdon, Sir Charles Hastings était un très riche baronnet, proche du Prince-Régent George et Member of Parliament pour Leicester. Sa mère, Parnell Abney, était elle aussi une très riche héritière. Le roi accorda aux deux fils le droit de s'appeler Abney Hastings. Le titre passa au frère aîné de Frank, qui s'appelait aussi Sir Charles et qui servit un temps dans l'infanterie britannique avant de se retirer sur ses terres. Warren Hastings, le premier gouverneur général des Indes, était son cousin,. L'influent Francis Rawdon-Hastings était un cousin de son père.

## Dans la Royal Navy

### Début de carrière

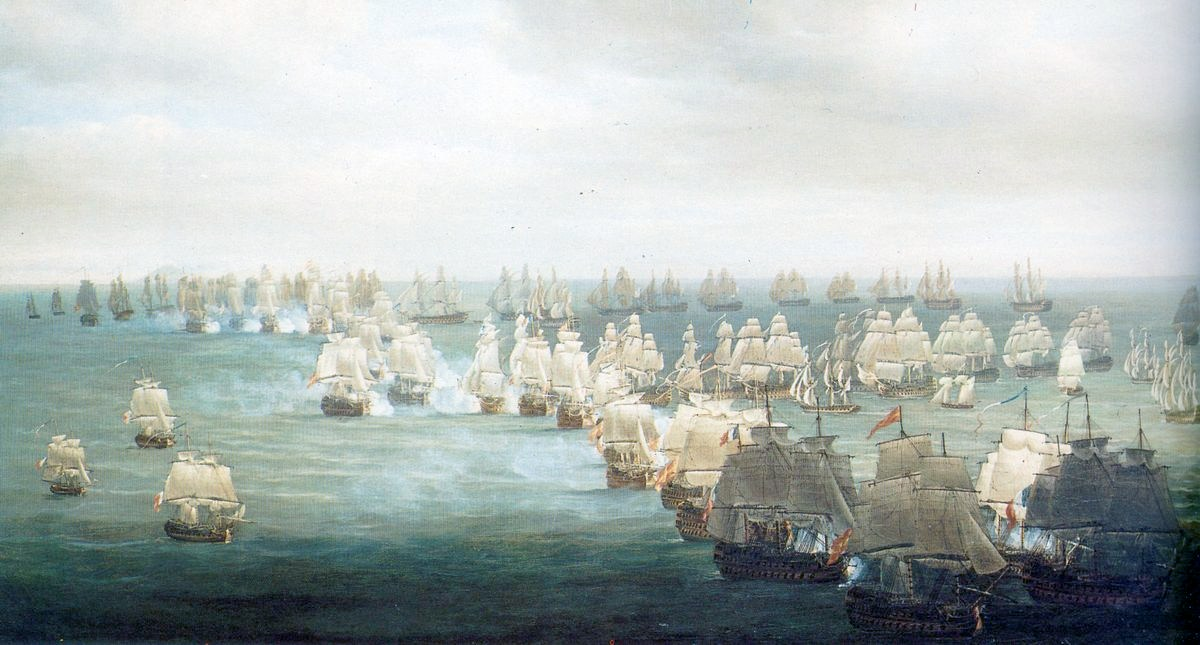
La bataille de Trafalgar.

Il intégra la Royal Navy en 1805, à 11 ans à bord du Neptune, un vaisseau de ligne appartenant à l'escadre de Nelson dont le capitaine, Thomas Fremantle, était un ami de la famille. Six mois plus tard, il participa ainsi à la bataille de Trafalgar. L'explosion d'une réserve de poudre à bord, qui fit de nombreuses victimes lors de la bataille, attira son attention sur l'artillerie navale, dans laquelle il se spécialisa. Après Trafalgar, le Neptune participa à des patrouilles en Méditerranée jusqu'à l'automne 1806 où le navire regagna Portsmouth.
Hastings fut transféré sur la frégate de 42 canons Seahorse du capitaine John Stewart, un autre ami de la famille. Le navire participa à des opérations d'interception des navires français entre Toulon et les îles ioniennes, occupée par la France à partir de 1807. Il participa à un combat contre deux frégates ottomanes. La rencontre eut lieu les 5 et 6 juillet 1808 entre Skópelos et Alonissos. Les navires ottomans étaient la Badere-i-Zaffer (52 canons) et la Alis Fezan (26 canons). Le combat dura deux jours. La Seahorse aurait pu être en situation d'infériorité, mais la technique britannique fit que la Alis Fezan finit par fuir tandis que la Badere-i-Zaffer était capturée,. Hastings vit là une preuve de l'importance d'une véritable marine de guerre et d'un équipage discipliné, choses qu'il passa son temps à réclamer lorsqu'il combattit dans la flotte grecque.
Promu midshipman, il fut nommé sur le Victory qui dépendait alors de l'escadre de la Baltique, sous les ordres de l'amiral Saumarez. Il y resta jusqu'en janvier 1812, et bénéficia ensuite d'un congé de 9 mois.
À partir d'octobre 1812, il participa à des opérations sur les côtes des États-Unis, dans le cadre de la guerre anglo-américaine. Après un passage sur le navire de 3e rang San Domingo (en), il fut affecté sur le sloop de 18 canons Atalante. En novembre 1813, ce dernier fit naufrage au cours d'une tempête en cherchant à gagner Halifax. Peu après, Hastings put cependant obtenir un poste de lieutenant sur le sloop Anaconda (en) (un navire corsaire américain capturé par les Britanniques en juillet), sur lequel il s'embarqua le 24 novembre, sous les ordres du capitaine Westphal.
Fin 1814, l’Anaconda rejoignit le delta du Mississippi et joua un rôle de soutien lors de la bataille du lac Borgne. Hastings prit part à des opérations terrestres lors de la Bataille de La Nouvelle-Orléans en janvier 1815, à la tête d'un détachement de marins dépendant de la brigade navale venue renforcer les troupes britanniques. Après la bataille, l'Anaconda poursuivit pendant quelques mois sa mission dans les Antilles avant d'être revendu en mai : Hastings rejoignit alors l'Angleterre.

### Premiers commandements et renvoi
Après un séjour chez ses parents, Hastings fut nommé lieutenant sur le HMS Orlando (36 canons), où il retrouva son ami d'enfance Edward Scott. Le navire rejoignit l'escadre britannique en mer de Chine. Peu après son arrivée en Asie, Hastings reçut le commandement temporaire du sloop de 18 canons Elk, avant de revenir en Angleterre en mai 1817.
En 1819, il obtint le commandement de la Kangaroo, un navire hydrographique qu'il devait acheminer à travers l'Atlantique jusqu'à Port Royal en Jamaïque. Son arrivée au port fut marquée par un incident : alors qu'il rangeait son navire auprès du vaisseau-amiral Iphigenia (en), il fut apostrophé publiquement par le capitaine de ce dernier, le futur First Naval Lord Hyde Parker, dont les invectives résonnèrent à travers tout le port. Parker lui reprochait d'avoir jeté l'ancre d'une manière impropre et d'avoir ainsi obligé son propre navire à manœuvrer ses amarres. Hastings ne pouvait laisser passer une injure publique. Après avoir remis la Kangaroo à son nouveau commandant, il provoqua en duel l'officier qui avait mis en cause ses capacités de marin, ce qui fut considéré comme un acte d'insubordination. Hastings aggrava encore son cas par son refus de répondre à la commission d'enquête ordonnée par l'amiral Popham, commandant de la station. Il fut renvoyé de la Royal Navy à la suite de cet incident et regagna l'Angleterre,,,.

### Séjour en France et départ pour la Grèce
Après l'échec de ses démarches auprès de l'Amirauté pour obtenir sa réintégration, Hastings décida de quitter son pays pour la France au printemps 1820. Il s'installa à Caen dans la famille de Maurice et Françoise Renée, deux jeunes gens qu'il avait connu à Londres où ces derniers avaient séjourné. Il semble qu'un mariage entre Hastings et Françoise Renée ait été projeté, mais la mort de Maurice le 14 février 1821 mit un terme aux relations entre lui et la famille Renée. Hastings rejoignit alors Paris, où il se lia avec Nicolas Kallergy, un Grec venu de Russie,.
Il passa trois ans en France avec pour seul objectif réel d'apprendre le français. Il découvrit alors la poésie de Lord Byron qui eut sur lui une influence importante. Il désirait reprendre l'action. Les écrits concernant la Grèce du poète britannique l'incitèrent à s'engager pour la cause grecque. Il s'embarqua à Marseille pour la Grèce le 12 mars 1822, en compagnie d'un Américain dont il avait payé le voyage, George Jarvis. Lecteur vorace, il transportait avec lui une bibliothèque qui contenait les œuvres d'Edward Gibbon, de Shakespeare et de Walter Scott.
Il arriva à Hydra le 3 avril et s'y lia d'amitié avec les frères Iákovos et Emmanuel Tombazis.

## La guerre d'indépendance grecque

### Dans la «flotte grecque» après le massacre de Chios
Hastings subit cependant une grave désillusion dès son arrivée en Grèce. La flotte hydriote s'apprêtait à appareiller. Hastings ne pouvait l'accompagner qu'avec l'autorisation expresse du gouvernement grec. Il se rendit donc à Corinthe où se trouvait Aléxandros Mavrokordátos, qui venait d'être désigné président du Conseil Exécutif (donc plus ou moins chef de l'État grec) par l'Assemblée nationale d'Épidaure, au début de 1822. Mais l'attitude du gouverneur britannique des Îles ioniennes Thomas Maitland vis-à-vis des Grecs, considérée comme mishellène, rendait les Britanniques impopulaires auprès des insurgés. Hastings ne pouvait obtenir d'audience de Mavrokordátos alors que Jarvis, en obtint une immédiatement et fut très bien accueilli. De plus, Hastings était étroitement surveillé par la police qui le soupçonnait d'être un espion,. Il se brouilla rapidement avec Jarvis, au point de le provoquer en duel, avant d'en être dissuadé par l'intervention de John Hane, un autre philhellène.
Hastings écrivit alors, en français, à Mavrokordátos pour s'en plaindre. Il y rappelait ses bonnes intentions à l'égard de la Grèce et ses origines aristocratiques, mais aussi le peu d'intérêt que lui avait montré son propre gouvernement britannique. Il demandait donc qu'on lui accorde le droit de servir la Grèce,. Il obtint son audience et son autorisation d'embarquer avec la flotte grecque. Le 3 mai 1822, il était à bord de l'un des meilleurs navires grecs, la corvette Themistocle, appartenant aux frères Tombazis, qui quittait Hydra pour Psara.

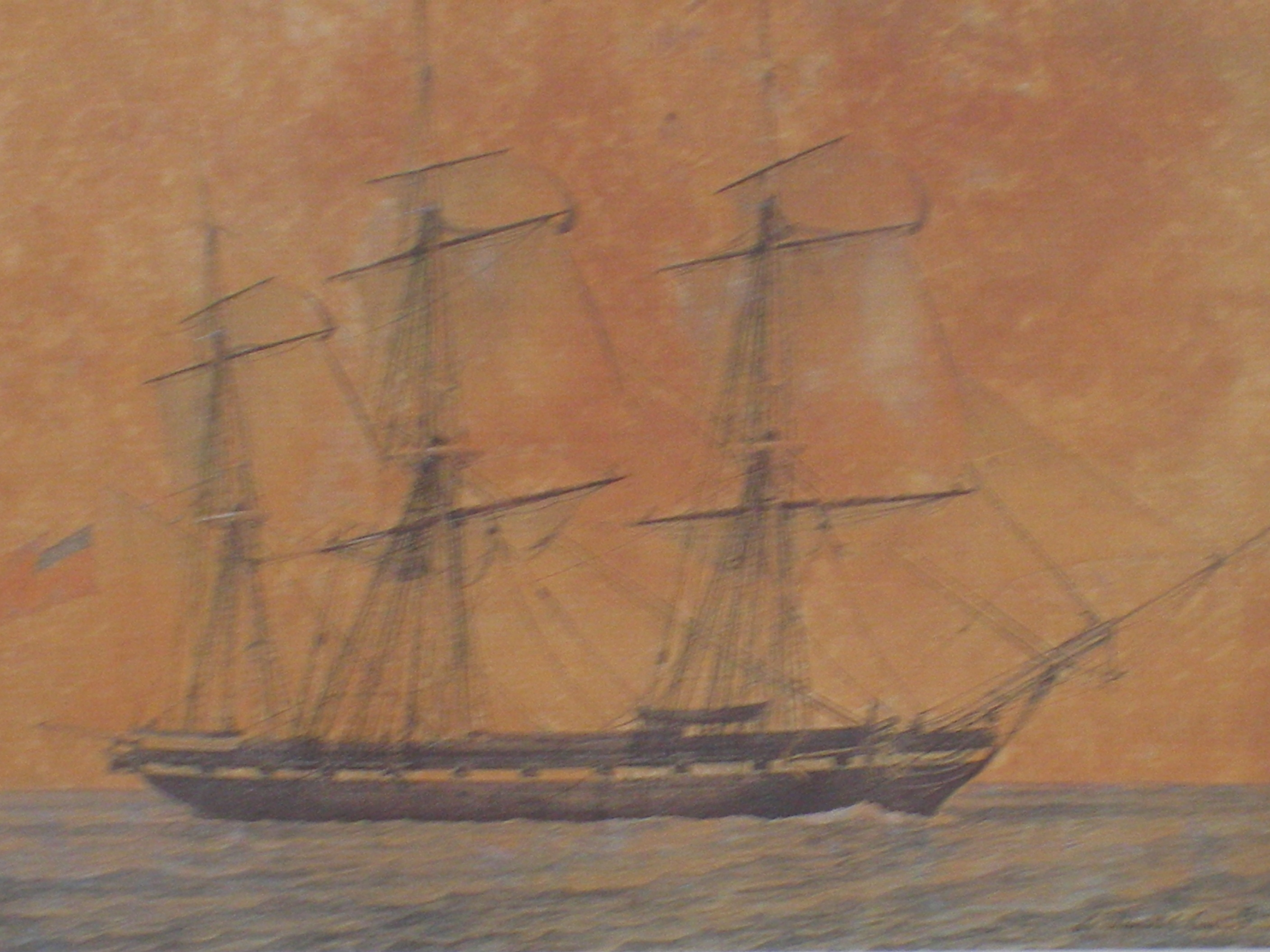
La corvette Themistocle (Archives historiques Hydra).

L'objectif de la flotte hydriote, qui se joignit aux flottes psariote et spetsiote, était de venger le massacre de Chios dont le Capitan Pacha, Kara Ali, était tenu en partie pour responsable. Les flottes grecques tentèrent donc de s'attaquer à la flotte de Kara Ali qui croisait encore dans les parages de Chios. Un mois après les événements, Hastings fut donc un témoin direct des conséquences immédiates des massacres turcs sur l'île. Le 10 mai, la flotte grecque commandée par Andréas Miaoúlis, et composée de cinquante-six navires (des navires marchands transformés) et huit brûlots se dirigea vers le chenal entre Chios et l'Asie mineure. Durant le mois qui suivit, de nombreuses escarmouches se succédèrent, sans que jamais la décision ne fût faite. Les Grecs ne cherchaient qu'à mettre leurs brûlots en position et les canons des vaisseaux ottomans étaient inefficaces. Hastings tenta en vain de convaincre les Grecs de transformer un ou deux navires en canonnières en y installant des canons de gros calibre et un fourneau pour chauffer au rouge les boulets. Finalement, le 18 juin (6 juin julien) 1822, le capitaine Konstantínos Kanáris coula le vaisseau amiral ottoman avec un brûlot, tuant l'amiral ottoman Kara Ali et 2 000 marins turcs. Un autre brûlot, commandé par Andréas Pipínos, réussit à mettre le feu au navire du vice-amiral qui parvint cependant à se dégager sans gros dégâts. Les flammes de l'incendie furent aperçues jusqu'à Smyrne, pourtant distante de près de 75 km. La flotte ottomane se retira dans les Dardanelles.
Durant les mois qui suivirent, les navires grecs se contentèrent de ravager les côtes d'Asie mineure où ils s'attaquaient aux Turcs comme aux Grecs. La déception d'Hastings s'accentua alors au point qu'il envisagea de quitter la flotte grecque. Cependant, ses capacités furent, de son point de vue, enfin reconnues. Alors que la corvette Themistocle avait débarqué une bonne partie de ses hommes pour un raid dans le nord de Lesbos, un vent contraire poussa le navire vers une batterie côtière et des récifs. L'équipage réduit manqua, comme Hastings le critiquait aussi, de coordination pour manœuvrer le navire. Hastings sut exploiter un changement de vent et de sa propre initiative dégagea, sous le feu turc, le vaisseau. Dès lors, à bord, ses conseils, comme d'avoir une ancre légère toujours à disposition, furent écoutés voire demandés. Les Grecs lui surent gré d'avoir sauvé et le navire et eux-mêmes car ils auraient été sinon pris au piège sur l'île, à la merci des Ottomans.

### Le siège de Nauplie et la campagne de Crète

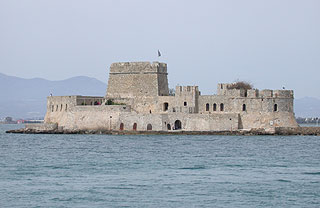
La forteresse Bourdzi dans la baie de Nauplie.

Le 20 juillet, Hastings débarqua à Hydra et rejoignit le siège de Nauplie une semaine plus tard. Les communications dans le Péloponnèse, région montagneuse, étaient beaucoup plus faciles par mer que par terre. Les principaux ports étaient contrôlés par des forteresses qui constituèrent les premiers objectifs des révolutionnaires grecs : Patras, protégé au nord par les « château de Morée » (Rion) et « château de Roumélie » (Antirion) ; Corinthe et l'Akrocorinthe ; Nauplie et le fort Palamède ; le rocher fortifié de Monemvasia ; les anciennes places fortes vénitiennes de Coron et Modon, et enfin les deux forts de Navarin. Ces places prises, la seule route d'entrée aurait été l'isthme de Corinthe, plus facile à contrôler. Le siège de Nauplie durait donc depuis le printemps 1821. Khursit Pacha, gouverneur ottoman du Péloponnèse, avait été envoyé en Épire pour y mater la rébellion d'Ali Pacha. Au printemps 1822, après la défaite et la mort de celui-ci, Khursit Pacha rassembla une armée afin de reconquérir le Péloponnèse presque aux mains des insurgés grecs. Le commandement fut confié à Mahmud, Pacha de Dráma, dit Dramali Pacha. Il avait pour objectifs de reprendre la citadelle de Corinthe, l'Akrocorinthe, s'emparer d'Argos, puis porter secours aux assiégés dans Nauplie en leur faisant parvenir munitions et ravitaillement.
Ayant entamé des négociations avec la garnison turque de Nauplie avant l'arrivée de Dramali, les Grecs avaient pris possession du petit fort situé sur un îlot de la baie de Nauplie, appelé Bourdzi (« fortin » en turc). Les négociations ayant été rompues par l'arrivée des renforts ottomans, des combats d'artillerie eurent lieu entre les citadelles de Nauplie et le Bourdzi ; Hastings participa à la défense du petit fort. Il s'y lia d'amitié avec un autre philhellène, un jeune officier d'artillerie, le capitaine John Hane, qui servit ensuite sous ses ordres. Après le départ de Dramali en août et sa défaite sur le chemin de Corinthe, les hostilités entre le fort et la ville cessèrent ; craignant qu'il ne demande une part du butin attendu, la garnison du fort demanda alors à Hastings de partir, ce qu'il fit. Hastings recruta ensuite sa propre troupe, d'une cinquantaine d'hommes, qu'il équipa et arma à ses frais et avec laquelle il rejoignit les troupes chargées de couper les communications entre Nauplie et la base ottomane de Corinthe. La ville de Nauplie finit par capituler fin décembre 1822.
Il participa à la campagne de Crète de 1823, sous les ordres d'Emmanuel Tombazis, nommé gouverneur de Crète par le gouvernement grec le 23 avril 1823 (julien). L'île était alors insurgée mais toujours contrôlée par les Ottomans. Tombazis mit donc sur pied une force expéditionnaire pour aider les insurgés crétois. Il réunit 1 200 hommes parmi lesquels se trouvait Hastings, commandant de l'artillerie. La troupe débarqua le 22 mai (julien) près du village de Drapanias afin d'aider les Grecs qui assiégeaient Kastelli. La ville se rendit rapidement. La troupe, maintenant forte de 5 500 hommes marcha ensuite vers les provinces de l'ouest, avec pour objectif final La Canée dont elle ne put s'emparer, n'étant pas assez forte. À l'automne, une fièvre obligea Hastings à quitter la grande île. L'expédition fut finalement un échec et Tombazis évacua la Crète fin avril 1824.

### Achat de laKartería
Durant les premières années de la guerre, la « flotte grecque » était composée de navires de commerce appartenant aux nombreux armateurs des différentes îles, principalement Hydra, Spetses et Psara. Ces navires marchands étaient équipés de canons pour résister aux pirates, mais les plus puissants n'en comptaient qu'une vingtaine et la plupart seulement huit à douze. La flotte grecque ne disposait donc ni de réels vaisseaux de ligne ni d'un commandement centralisé puisque chaque armateur était « l'amiral » des navires qui lui appartenait. Les marins continuaient quant à eux à fonctionner selon le système d'engagement en vigueur dans la marine marchande, en fonction d'un arrangement préalable à l'embarquement. Hastings désespéra au départ de ne pouvoir améliorer les navires grecs et principalement leur artillerie. Il avait modernisé les canons de la corvette Themistocle, sur le modèle de ceux de la Royal Navy en y installant une mire et un nouveau système de mise à feu en lieu du vieux boutefeu ; il y avait aussi construit un fourneau pour tirer des boulets rouges, mais sans résultat.
À son retour de Crète, Hastings apprit l'arrivée en Grèce de Lord Byron. Celui-ci, qui avait prévu de se rendre en Grèce aider les insurgés, avait été chargé par le Comité philhellène de Londres d'étudier la meilleure façon d'utiliser le prêt que des représentants grecs étaient alors en train de négocier à Londres. La perspective de ce prêt poussa Hastings à proposer l'achat et l'armement d'un navire à vapeur afin d'établir une supériorité définitive de la flotte grecque sur la flotte ottomane. Il mit à profit ses semaines de convalescence à Hydra pour mettre au point son projet et rédiger un memorandum destiné à convaincre Byron d'y adhérer. Il projetait entre autres de l'équiper d'un système permettant de tirer des boulets rouges. En effet, le navire était à roues à aubes, ce qui laissait peu de place sur les côtés pour installer des canons. Hastings remplaça le nombre par la puissance : il prévoyait installer une pièce de 32 livres à l'avant et à l'arrière et une pièce de 68 livres sur chaque bord. La maniabilité du navire lui permettait de tourner quasiment sur place en tirant avec chaque canon alternativement. Les chaudières permettaient enfin de chauffer au rouge les boulets qui faisaient des ravages dans les navires ennemis, à la manière des brûlots. Il proposa en même temps la création d'une véritable marine de guerre, disciplinée et dépendant de l'État central et non divisée en multiples allégeances aux nombreux amiraux/armateurs.
Hastings écrivit à Byron à Céphalonie le 10 octobre pour exposer ses projets et demander son soutien, puis voyagea sur le continent en compagnie de Trelawny en attendant la réponse. Cette dernière ne venant pas, il écrivit à nouveau au poète le 1er décembre, apparemment sans grand résultat (il relate ainsi dans son memorandum de 1828 : « (I) got heartily laughed at for my pain (...) by Lord Byron and some other genius's »). Au cours de cette période il aurait été encouragé dans son projet par la découverte de l'ouvrage de Paixhans, dont il dit avoir repris certaines idées et auquel il rendit hommage par la suite ; en dépit de ce qu'affirme Hastings lui-même, il semble au contraire que Byron ait soutenu le projet auprès du comité grec de Londres et loué son auteur, comme l'indique sa lettre du 5 décembre 1823,, mais en tout état de cause le projet ne se concrétisa pas immédiatement.

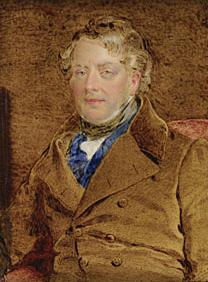
Edward Ellice.

En juillet-août 1824, Hastings réussit finalement à convaincre le gouvernement grec de l'intérêt de son projet, grâce notamment au soutien d'Edward Blaquiere, l'un des fondateurs du Comité grec de Londres. Il se rendit à Londres afin d'acheter un navire de guerre à vapeur dont il prendrait le commandement. Cependant, la Grèce insurgée était alors divisée par une guerre civile qui opposait les « politiques » ou « notables », dont les armateurs, et les « militaires » qui tiraient leur pouvoir des troupes qu'ils levaient eux-mêmes. Le Comité philhellène de Londres était dans le même temps devenu inactif. Méhémet Ali, le vassal égyptien que le Sultan avait appelé à son aide, envoya son fils Ibrahim Pacha en Grèce. Il débarqua dans le Péloponnèse en février 1825 et multiplia les victoires. Les Grecs furent contraints de s'entendre et de réagir. Les attaques de William Cobbett contre le Comité Philhellène de Londres eurent le même effet. Le projet d'Hastings fut relancé. Grâce à la famille Ricardo, à Edward Ellice et John Cam Hobhouse, des philhellènes, Hastings put commander en mars 1825 pour £10 000 une corvette à vapeur de 400 tonneaux, la Perseverance, qui devint la Kartería (« persévérance » en grec moderne). La coque fut construite dans les chantiers navals de la firme Brent sur la Tamise. Les moteurs furent fournis par l'ingénieur écossais Alexandre Galloway, installé à Smithfield. Mais, le fils de Galloway était alors au service de Méhémet Ali, le pacha d'Égypte. Les chaudières, promises pour août 1825 ne furent prêtes qu'en mai 1826. Elles ne cessèrent de tomber en panne lors du voyage entre la Grande-Bretagne et la Grèce : la chaudière explosa en Méditerranée et la Kartería dut s'arrêter à Cagliari le temps de réparer, jusqu'en août. Hastings prit quant à lui à ses frais l'armement,. L'armement du navire, plus considérable que ce qu'il avait projeté, consistait en quatre canons de 68 livres et quatre caronades du même calibre. L'équipage était composé de Britanniques, de Suédois et de Grecs. Parmi eux se trouvait l'Écossais George Finlay.
Le second prêt britannique permit aussi la Grèce de s'offrir les services d'un des marins les plus réputés de l'époque, mais aussi l'un des mercenaires les plus chers : Thomas Cochrane, qui venait de rentrer en juin 1825 en Grande-Bretagne, après plusieurs campagnes victorieuses au service d'insurgés d'Amérique Latine. Hastings l'approcha peu après son retour à Londres, en juillet; avec le comité philhellène, il réussit à le convaincre de rejoindre (contre une forte rémunération) le camp grec. Cochrane demanda la construction d'une petite flotte de navires à vapeur, dont la Karteria devait n'être que le premier élément ; à la suite de retards, il n'arriva cependant lui-même en Grèce qu'en mars 1827, sans la flotte prévue.

### Commandant de laKartería

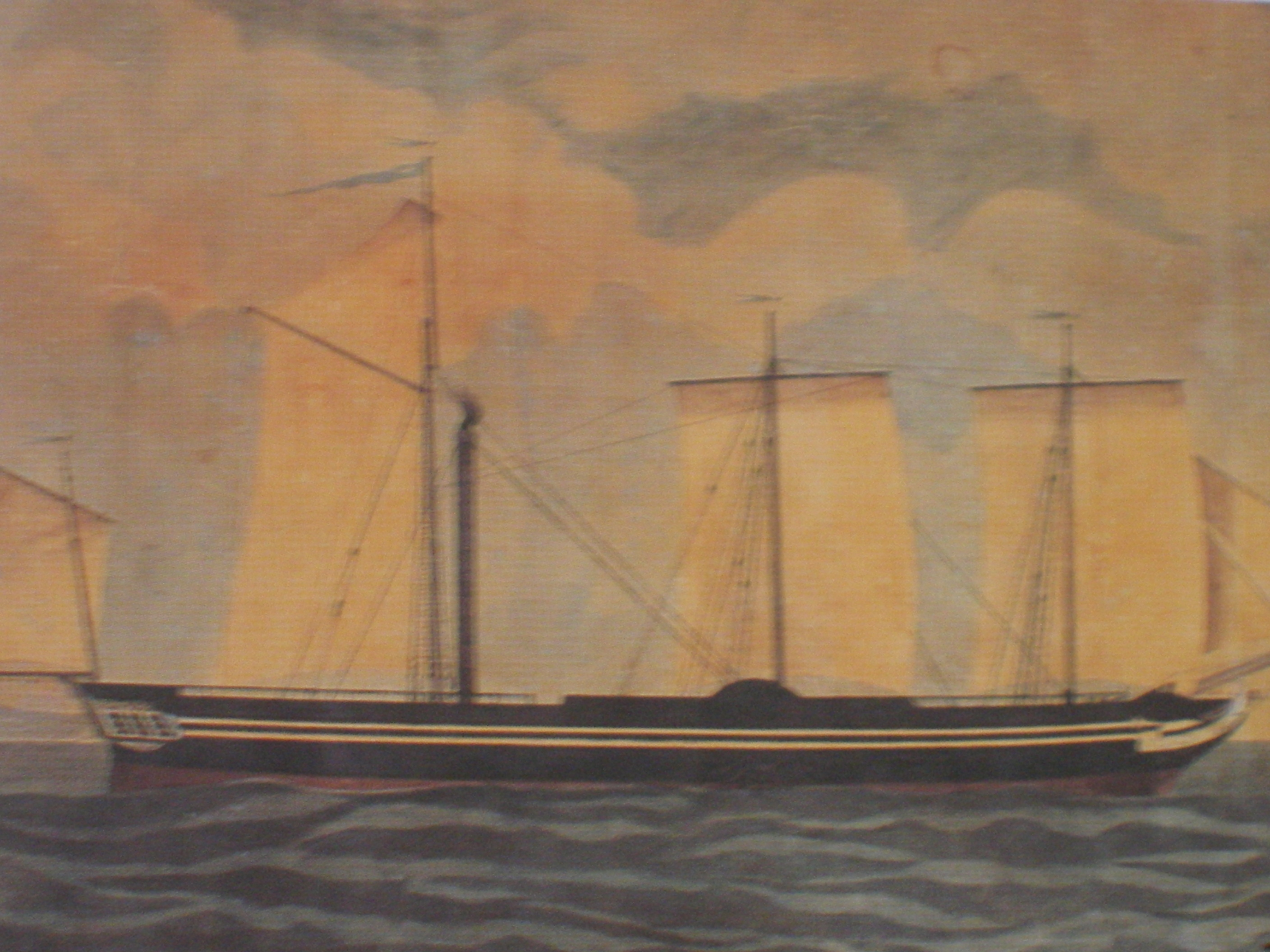
La Kartería (Archives historiques Hydra)

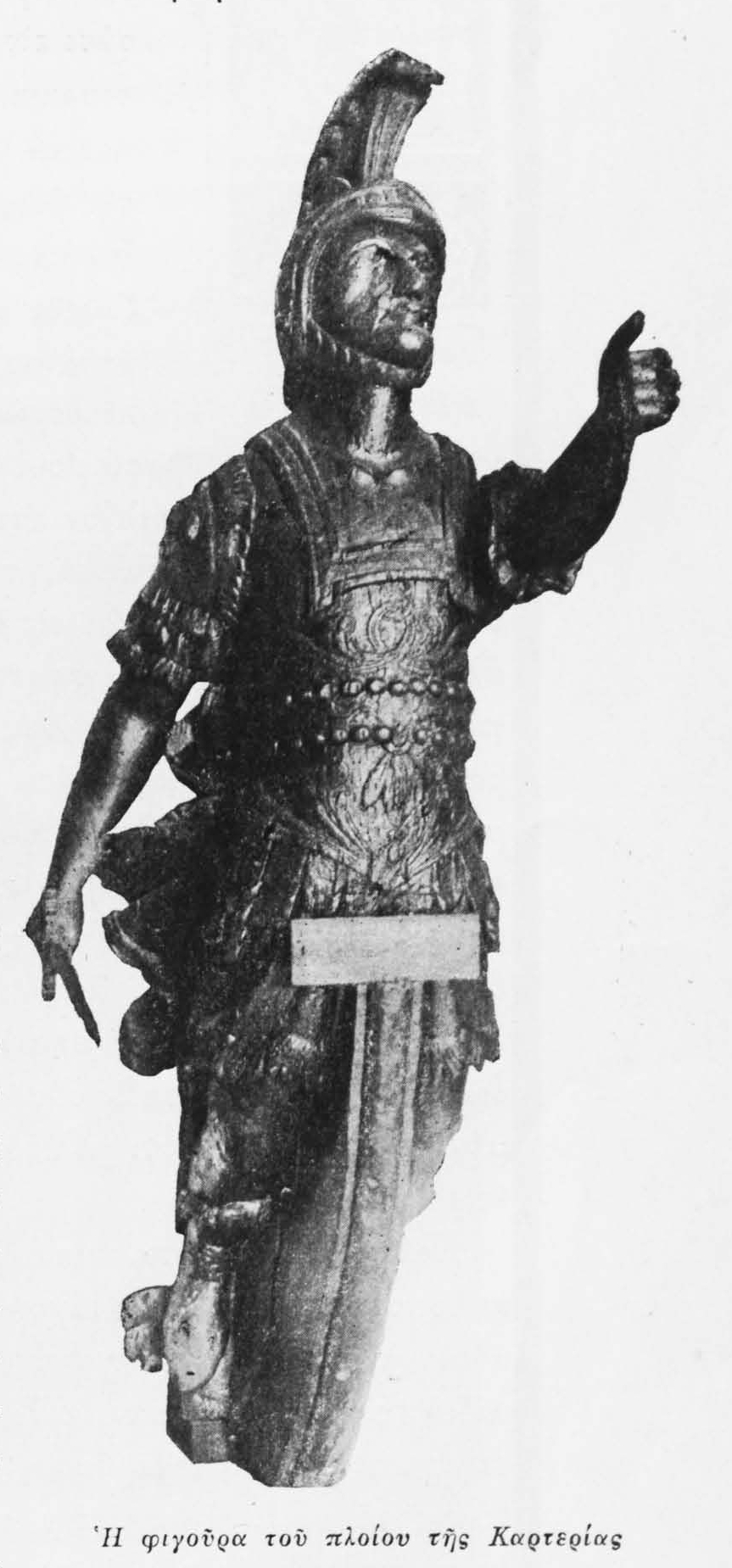
Figure de proue de la Kartería

La Kartería arriva à Nauplie en septembre 1826. Elle remporta de nombreuses victoires, malgré les pannes incessantes de ses chaudières et bien souvent dans le cadre d'opérations infructueuses. Le système de tir « rotatif » de boulets rouges et d'obus se révéla efficace,. La corvette était alors le navire de guerre le plus moderne de la Méditerranée. Elle tira en 1826-1827 plus de 18 000 projectiles, sans un seul incident à bord. Hastings écrivit à ce sujet un traité, publié en 1828, expliquant comment utiliser sans danger des boulets rouges et des obus sur un navire.

#### Le Pirée
Le 5 février 1827, Hastings et la Kartería participèrent à l'opération combinée de débarquement au Pirée, destinée à reprendre Athènes, tenue par les Ottomans qui assiégeaient l'Acropole, encore tenue par les Grecs. Tandis que Thomas Gordon débarquait avec ses 2 300 hommes, le navire canonnait les défenses ottomanes, principalement le monastère d'Aghios Spiridon, juste au-dessus du port où s'était retranchée la garnison turque et albanaise. L'attaque terrestre du monastère fortifié échoua et la Kartería se replia lorsque les Ottomans amenèrent au Pirée deux obusiers qui pouvaient potentiellement l'atteindre. Quelques jours plus tard, une contre-attaque ottomane essaya de s'emparer du camp de Gordon. La Kartería entra à nouveau dans le port du Pirée pour apporter son appui aux troupes terrestres. L'idée d'Hastings était d'attirer sur son navire le feu ottoman pour soulager le camp. Il y réussit : cinq canons furent pointés sur lui. Le vapeur réussit à en détruire trois, mais les deux obusiers le touchèrent. Un boulet détruisit l'affut d'un des canons de 68 livres, sans cependant blesser ses desservants. Un autre frappa sous la ligne de flottaison, mais la Kartería était d'un design moderne : la « salle des machines » était protégée et ses cales étaient divisées en plusieurs compartiments : l'un pouvait prendre l'eau sans que le navire coule. L'attaque ottomane sur le camp grec ayant été repoussée, Hastings éloigna son vaisseau du danger.

#### Oropos et Volos: le ravitaillement ottoman
En mars 1827, une attaque sur Oropos fut organisée afin de couper le ravitaillement depuis l'Eubée des troupes ottomanes dans Athènes. L'attaque fut commandée par Carl Wilhelm von Heideck, futur membre du Conseil de Régence, au début du règne du roi Othon Ier. La flotte grecque qui transporta cette expédition comprenait le navire-amiral, la frégate Hellas, la Kartería et divers vaisseaux de transport. L’Hellas jeta l'ancre à un mille du rivage et la Kartería pénétra dans le port d'Oropos. Elle réussit à s'emparer de deux transports ottomans qui arrivaient d'Eubée et transportaient de la farine et du blé. Elle s'ancra ensuite à 200 mètres des batteries côtières qu'elle bombarda et détruisit en réussissant à faire exploser leur réserve de poudre. Le port était sécurisé. Les troupes grecques à bord de la Kartería (150 hommes) et de l’Hellas demandèrent à être débarquées. Mais le général Heideck ne donna pas l'ordre. Les troupes passèrent la nuit à bord. Pendant ce temps, les Ottomans amenèrent des renforts dont un important corps de cavalerie. Heideck décida de se replier sur Égine.

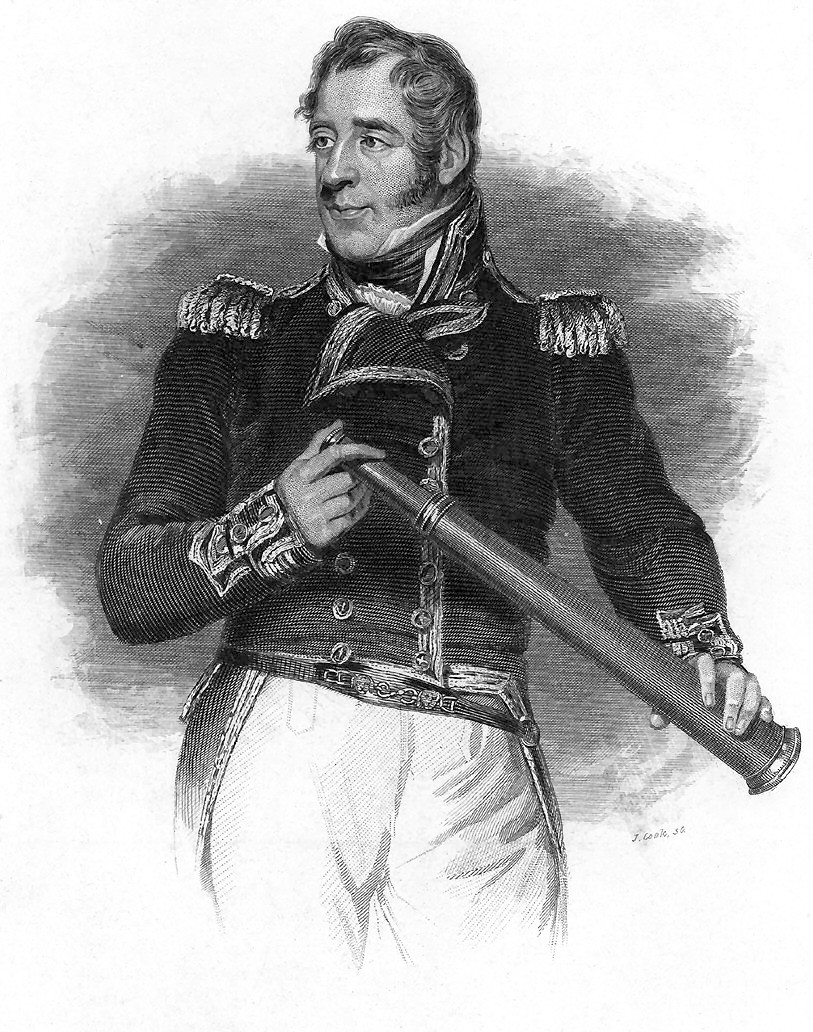
Thomas Cochrane (10e comte de Dundonald)

Cochrane, enfin arrivé en Grèce, devint amiral en chef de la marine grecque au printemps 1827. Hastings voyait enfin se réaliser le souhait qu'il émettait depuis 1822 : un commandement centralisé de la flotte grecque. Paradoxalement, cette nomination lui accorda plus d'autonomie : il devint complètement maître de son navire et de ses opérations. Il décida de tenter à nouveau de couper le ravitaillement ottoman d'Athènes. Le port de Vólos concentrait les envois depuis Salonique et Constantinople. L'effort d'Hastings s'y porta d'abord. Il quitta Poros qui servait d'arsenal et de base à la flotte grecque avec une escadre comprenant sa Kartería et quatre vaisseaux « loués » : la corvette Thémistocle qui appartenait aux Tombazis et sur laquelle il avait servi, le brick Arés, qui appartenait à Miaoulis, et deux goélettes. Arrivé à destination, il surprit huit transports ottomans dans le port de Volos. Il plaça les deux navires, Thémistocle et Arés, face aux batteries côtières avec l'ordre de ne tirer qu'une fois à l'ancre en position. La Kartería tira alors trois cents projectiles sur les tranchées creusées par les Ottomans pour défendre la rade, sur les navires d'escorte et sur les transports. En quatre heures, tous les vaisseaux ottomans furent capturés ou détruits ; les batteries côtières furent réduites au silence ; les poudrières avaient explosé et les magasins avaient été incendiés. Cependant, Hastings avait espéré trouver dans Volos un navire de guerre armé de seize canons et surtout deux mortiers capables de bombarder la côte. Les pêcheurs grecs de Volos lui apprirent que le Capitan Pacha avait décidé de le déplacer dans la baie de Tríkeri pour le placer sous la protection de trois goélettes et d'une batterie côtière de douze canons. Il était ainsi hors d'atteinte de la flotte grecque et même, d'après le Pacha, de la « frégate de feu », comme les Ottomans appelaient la Kartería. Et en effet, l'attaque frontale qu'Hastings tenta le lendemain se solda par un échec. Il passa la nuit à étudier la situation. Il procéda le jour suivant de la même manière que les Grecs, inférieurs en nombre et en matériel, pratiquaient sur terre : une attaque rapide et un repli pour harceler l'adversaire jusqu'à le vaincre. Il mit sa chaudière à plein régime et profita de sa vitesse pour s'approcher à distance de tir, tirer ses boulets rouges et se replier avant que les Ottomans n'aient pu réagir. Au bout d'une demi-heure, il avait réussi à mettre le feu au brick qui finit par s'échouer puis exploser. Les trois goélettes subirent des dommages quasiment irréparables. Hastings eut deux blessés et trois morts dont le Britannique James Hall. Ce dernier eut droit à des funérailles en mer, célébrées par Hastings lui-même. La mort de ce marin apprécié de ses compagnons eut un effet désastreux sur l'équipage. Un de ses amis décida de tuer de sa propre main tous les Turcs faits prisonniers à Volos. Lorsqu'il tenta de réaliser son projet, il en fut empêché, mis aux arrêts et amené devant Hastings qui ne put le faire revenir sur sa décision. De retour à Poros, ce marin britannique quitta définitivement la Grèce.
Sur la route du retour, l'escadre d'Hastings captura encore quatre transports ottomans venus d'Eubée. Mais les dégâts subis par la Kartería l'obligèrent à de longues réparations à l'arsenal de Poros. Un autre problème se posait : celui des soldes. Elles étaient versées trop lentement et parcimonieusement. Les marins de la Kartería se tournaient vers leur capitaine qu'ils considéraient responsable du paiement de leur solde. Hastings était donc obligé de les verser sur ses fonds propres. Le 30 avril 1827, il écrivit à Cochrane que s'il n'était pas remboursé, ainsi que des frais qu'il engageait pour les réparations de la Kartería, il se verrait dans l'obligation de démissionner. Le 6 mai, après un nouvel échec à Athènes, de nombreux philhellènes étaient partis après avoir perdu toute illusion de victoire. Hastings ne pouvait lui aussi s'en aller.

#### Opérations infructueuses avec Cochrane
Fin mai 1827, la Kartería à nouveau apte à naviguer leva l'ancre avec l’Hellas, le navire amiral de Cochrane, pour essayer de capturer Ibrahim Pacha près de Glaréntza, où celui-ci surveillait depuis un petit navire le siège du château de Chlemoútsi. Une fois arrivés dans la mer ionienne, Hastings fut envoyé en avant-garde pour intercepter une éventuelle flotte ottomane venant de Patras ; cependant, une tempête dérouta les navires qui ne purent se rejoindre. L'attaque de Cochrane ne réussit pas et la Karteria, subissant une nouvelle avarie et à court de provisions, reprit seule la direction de Spetses ; la Kartería essuya une nouvelle tempête en passant cap Malée et perdit deux mâts et deux marins. De retour à Poros pour réparer, Hastings reçut, le 7 juin, une dépêche laconique de Cochrane : « Si la Kartería peut naviguer, merci de me rejoindre. » Il parcourut alors vainement les eaux autour du Péloponnèse pour retrouver son amiral. Il n'eut pas plus de chance avec les navires ottomans : il n'en rencontra aucun.
Le 8 août, il se battit en duel avec le philhellène Whitcombe, pour une raison inconnue (peut-être liée au rôle du frère de Whitcombe dans la tentative d'assassinat de Trelawny).

#### Amphissa

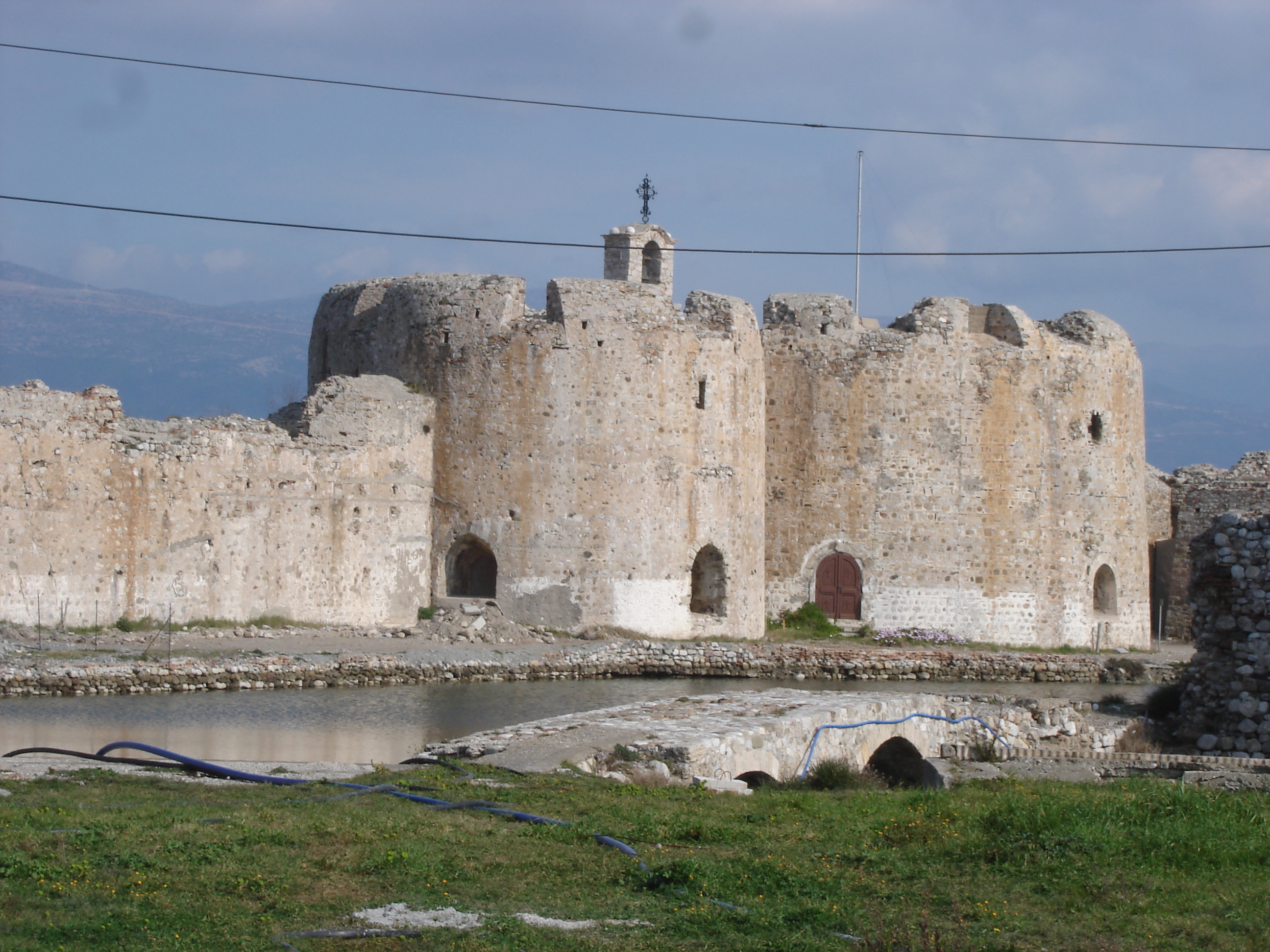
La forteresse de Rhion

En septembre 1827, une nouvelle opération conjointe devait permettre de reconquérir le verrou de Missolonghi qui contrôlait à la fois l'entrée du golfe de Corinthe et l'accès à l'Épire. La ville était aux mains des Ottomans depuis le printemps 1826. Hastings et la Kartería faisait partie de l'escadre « grecque » de vingt-trois navires commandée par Cochrane qui devait soutenir les forces terrestres commandées par Richard Church. Cependant, pour les grandes puissances réunies à Londres à l'été 1827, le traité signé alors devait être une sorte d'armistice entre Grecs et Ottomans. En théorie, les Grecs l'avaient acceptée, mais comme les Ottomans l'avaient refusée, en pratique, les opérations continuaient. L'amiral britannique Codrington neutralisa pacifiquement la flotte grecque, interdisant l'opération terrestre. Cochrane quitta alors la mer Ionienne pour l'Égée. Il laissait Hastings maintenir la présence navale dans la région. En plus de la Kartería, il commandait une petite escadre de six navires au total : le brig Soter (Sauveur), acheté par Cochrane à Marseille et commandé par le capitaine Thomas, deux goélettes et deux canonnières,,.

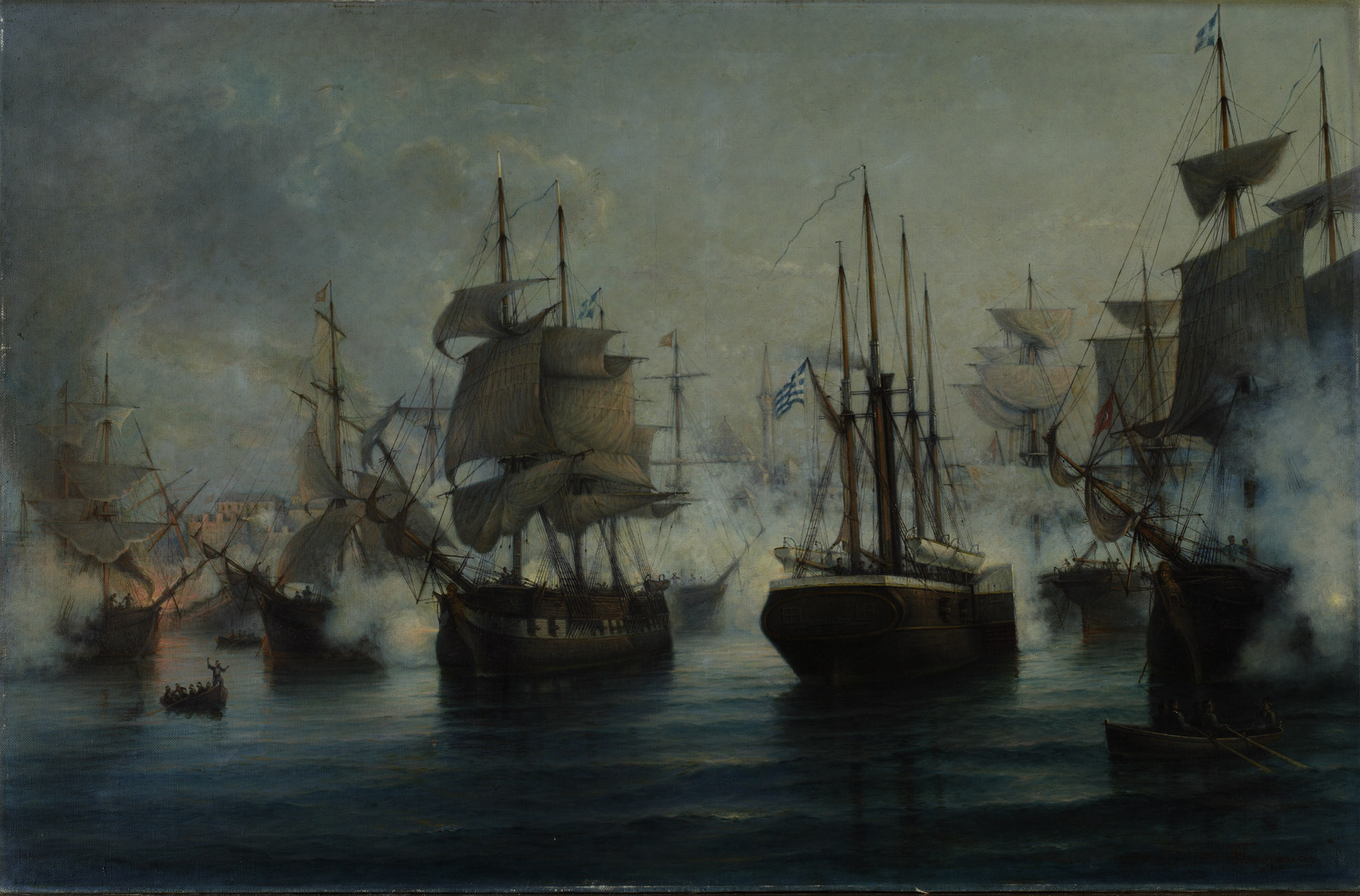
La Karteria à la

Le 23 septembre, l'escadre pénétra dans le golfe de Corinthe en bombardant les forts de Rhion et Antirion. Dans la baie d'Amphissa (alors appelée Salona), se trouvait une flotte ottomane de onze navires, dont cinq de grande taille, protégée par des batteries côtières. Il y avait surtout trois goélettes dont une de seize canons et un brick de quatorze. Le 30 septembre, l'escadre grecque commandée par Hastings attaqua l'escadre ottomane à l'ancre. Les Ottomans les attendaient, espérant dissimuler leur nombre, qu'ils croyaient constituer un avantage tactique, pour pouvoir détruire les navires grecs avant qu'ils ne s'enfuient. Hastings ancra la Kartería à cinq cents mètres de la côte, sous le feu des batteries côtières et des navires ottomans, et le reste de son escadre deux cents mètres plus loin. Après un premier tir de réglage, la Kartería tira à boulets rouges. Le navire amiral ottoman explosa, sa poudrière touchée ; une autre goélette et le brick prirent feu ; une goélette s'échoua en essayant de fuir. En une demi-heure, sept navires ottomans avaient été détruits. Les canonnières bombardèrent et réduisirent au silence les batteries côtières. Les Grecs venaient de reprendre le contrôle du golfe de Corinthe. Ibrahim Pacha fut dès lors fermement déterminé à se saisir d'Hastings pour le punir de cet exploit. Il prit alors un certain nombre de décisions qui débouchèrent sur la bataille de Navarin,,. Le succès rapide de la Kartería à Amphissa ainsi que celui de Trikeri eurent un effet décisif dans l'évolution de la marine de guerre. Rapidement, les diverses marines du monde étudièrent la « doctrine » prônée par Hastings concernant l'artillerie de marine. En Grèce, il fut décidé de ne plus recourir aux vaisseaux de commerce transformés et de créer une véritable marine de guerre.
Cochrane conseilla à Hastings de rester dans le golfe de Corinthe pour échapper à la colère d'Ibrahim Pacha. L'escadre de la Kartería s'installa dans une position défensive au fond du golfe. Hastings débarqua deux de ses pièces pour améliorer la défense. Il y resta jusqu'en novembre, sans recevoir ni aide, ni provisions, ni subsides. Il dut à nouveau payer lui-même ses marins pour éviter de les voir partir. Le 17 novembre, il écrivit pour s'en plaindre à Cochrane qui ne répondit pas. Il avait alors dépensé £7 000 de sa propre fortune.

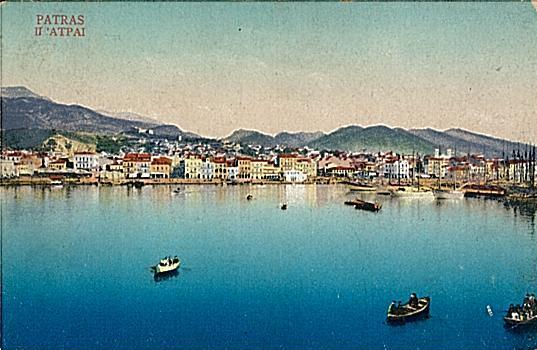
Le port de Patras

Le même jour, le général Church lui demanda son soutien pour faire passer des troupes du Péloponnèse en Acarnanie. L'escadre subit de sérieux dommages en repassant devant les forts turcs qui gardaient l'entrée du golfe de Corinthe. La cheminée de la Kartería fut percée, deux marins furent tués et d'autres plus ou moins grièvement blessés. Hastings décida le 19 novembre d'attaquer les navires ottomans dans le port de Patras pour venger ses morts. Dans le port se trouvait un brick autrichien. Le consul d'Autriche alla à la rencontre d'Hastings. Il lui demandait de ne pas toucher au navire autrichien. Hastings rappela que la Grèce avait décidé un blocus de tous les ports du pays encore sous contrôle ottoman. Le consul déclara que son gouvernement n'avait pas reconnu le gouvernement grec et n'avait donc pas à respecter ses décisions. Le diplomate ajouta qu'Hastings était britannique et que la Grande-Bretagne n'était en guerre ni avec l'Autriche ni avec l'Empire ottoman. Hastings rétorqua qu'il était un officier de la marine grecque et que si le brick autrichien ne se plaçait pas immédiatement sous sa protection (c'est-à-dire ne se rendait pas), il serait obligé de le détruire. Entre-temps, le brick avait manœuvré pour se placer sous la protection des batteries côtières, espérant échapper à la Kartería. Hastings dut employer la même tactique qu'à Trikeri. Le brick fut rapidement incendié : il explosa puis coula.
Entre le 28 et le 30 novembre, l'escadre transporta du Péloponnèse en Acarnanie les 1 300 hommes de Church, lui permettant de mener sa campagne d'hiver et de conquérir la région. Mais, il restait le verrou de Missolonghi qui, par sa situation sur la rive nord du golfe de Patras, occupe une position stratégique qui en fait la porte du golfe de Corinthe, mais commande aussi le Péloponnèse et la Grèce du nord.

#### Missolonghi
Hastings résolut d'utiliser son escadre à la reconquête de Missolonghi. Il fallait d'abord s'emparer des forts construits sur les différents îlots fermant la baie. La ville est en effet construite au fond d’une baie peu profonde et donc difficile d’accès aux navires à fort tirant d’eau. Elle n’est séparée de la mer, distante de 7 km, que par une lagune marécageuse appelée Limnosthalassa. L’entrée de la baie est commandée par les îlots de Vasilidi, Dalmâ et Anatolikon sur lesquels étaient bâties des forteresses. Le 22 décembre 1827, Hastings ancra sa Kartería à près de trois kilomètres de Vasilidi. L'îlot est en effet entouré de hauts-fonds dont la profondeur n'excède pas un mètre sur plus d'un mille marin. La forteresse dépassait d'à peine deux mètres du niveau de la mer. Il fallait donc une grande habileté aux artilleurs pour atteindre leur but. Le premier jour, aucun des deux cents projectiles tirés ne toucha. Les jours suivants la mer fut trop agitée pour permettre une quelconque tentative. Le 29 décembre fut enfin à nouveau favorable. Les leçons de la semaine précédente avaient été tirées. Le cinquième projectile atteignit sa cible et fit même exploser la réserve de poudre du fort. Hastings ordonna au reste de son escadre de monter à l'assaut. Les troupes débarquèrent menées par le capitaine Hane. Elles prirent la forteresse sans coup férir, les défenseurs ayant été désorientés par l'explosion. Les survivants (39 sur 51 hommes) furent faits prisonniers, transportés à bord de la Kartería puis libérés et renvoyés vers les lignes ottomanes à Missolonghi : Hastings ne pouvait se permettre ces bouches supplémentaires à nourrir. Le lendemain, le commandant turc de Vasilidi, qui avait craint d'être exécuté par les vainqueurs, fit envoyer un mouton et un sabre à Hastings pour le remercier de sa mansuétude.

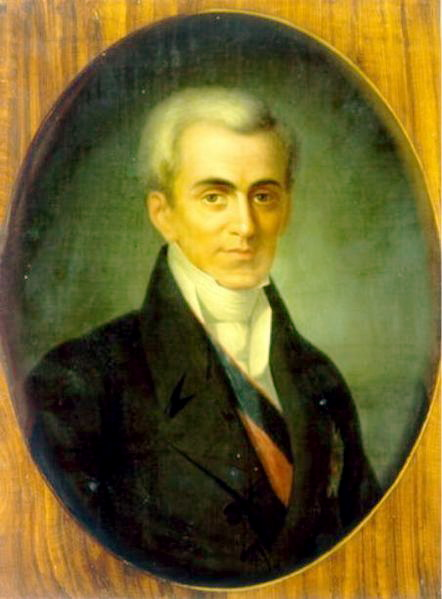
Kapodistrias, le

Cette victoire ne résolvait cependant pas les difficultés matérielles d'Hastings. Il écrivait le 7 janvier 1828 qu'il devait trois mois de solde à ses hommes, plus la prime de cinq dollars pour la capture de Vasilidi. Il n'avait pas les moyens de les payer, comme il l'écrivit au gouvernement grec de Kapodistrias à la fin du mois en présentant sa démission. Cependant, le tout nouveau κυβερνήτης (« gouverneur » en grec) du pays ne désirait pas se passer des services d'Hastings. Il lui demanda donc de le rencontrer à Poros avant son départ. Là, il tenta de le convaincre de rester. Il lui promit de suivre ses suggestions pour l'amélioration de la marine de guerre grecque, principalement en mettant fin au système de soldes payées à l'avance. Il le pria de reprendre son poste de commandant de l'escadre du golfe de Corinthe après avoir réformé l'organisation de l'arsenal de Poros. Hastings se laissa convaincre. Après trois mois sur Poros, il reprit le commandement de la Kartería le 2 mai.
L'objectif était alors l'îlot fortifié d'Anatolikon que Church décida d'attaquer par la terre. Mais, le 15 mai, Hastings fit entrer toute son escadre dans le lagon et bombarda la ville de Missolonghi avec des fusées incendiaires qu'il avait fait préparer. Il espérait y effectuer un débarquement en profitant de la confusion. Ce fut un échec et il se résolut à rejoindre Church pour bombarder Anatolikon. L'attaque était prévue pour le 25 mai et devait se dérouler comme pour Vasilidi : bombardement naval et débarquement. Hastings décida de mener lui-même l'assaut. Mais il y eut concurrence entre les troupes terrestres et les troupes navales pour atteindre en premier l'objectif, et avoir une part plus importante du butin. L'assaut eut donc lieu avant que le bombardement ait produit tous ses effets. Les défenseurs repoussèrent l'attaque qui faiblit peu à peu. Lorsqu'Hastings fut blessé au poignet gauche et s'effondra, les Grecs battirent en retraite. Anatolikon ne tomba que l'année suivante,,.
La blessure d'Hastings fut hâtivement soignée à bord de la Kartería, mais pas par un chirurgien car l'escadre n'en avait alors plus. Le 28 mai, il écrivit au Ministère de la Marine grecque qu'il espérait sous peu repartir à l'assaut d'Anatolikon. Cependant, sa blessure s'était infectée et il fut décidé de le transporter sur Zante afin de l'amputer. Il décéda du tétanos le 1er juin à bord de la Kartería alors qu'elle entrait dans le port.

## Funérailles

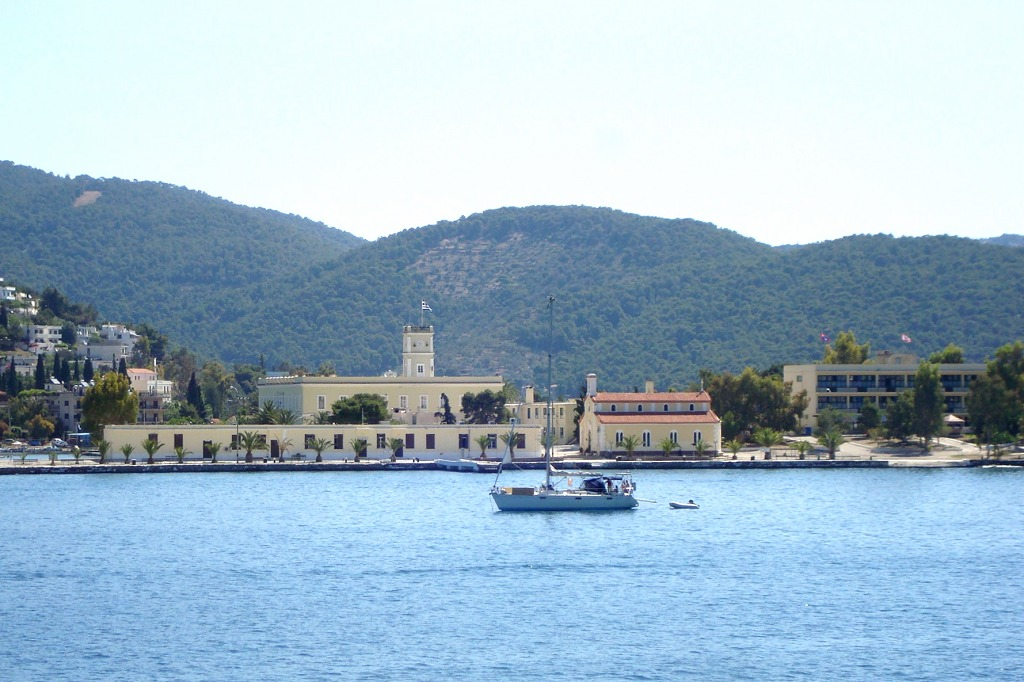
L'arsenal de Poros (maintenant école de la marine) où est enterré Hastings.

Kapodistrias décida d'honorer Hastings avec des funérailles nationales. Elles se déroulèrent à Poros et furent organisées par le Ministre de la Marine Aléxandros Mavrokordátos et George Finlay. Son éloge funèbre fut prononcé par Spirídon Trikoúpis. Il est enterré sous l'arsenal de Poros. Les marins qui avaient servi sous ses ordres organisèrent une collecte et firent donner une messe en son honneur à Égine, alors capitale de la Grèce.
Son cœur est conservé dans l'église anglicane du Pirée. Une rue d'Athènes, située au nord-ouest de l'Agora, porte aujourd'hui son nom.
Avant de quitter définitivement la Grande-Bretagne, en septembre 1825, Hastings avait fait un testament. Six mois plus tard, en juin 1826, à bord de la Kartería, il en avait fait un nouveau. Il y partageait son héritage entre ses proches à bord et en Grèce : le capitaine Edward Scott, George Finlay, son domestique A. Ross ainsi que ses exécuteurs testamentaires le Tiniote Nicolo Kalergy et John Hane. Lésés, sa mère et son frère contestèrent le second testament et obtinrent gain de cause. Le procès traîna en longueur et ce ne fut qu'en mars 1833 que la justice britannique trancha en faveur de Hane et Kalergy.